# Jorge Fontenla
Jorge Fontenla (* 7. Dezember 1927; † 22. Dezember 2016) war ein argentinischer Dirigent, Komponist und Pianist.
Fontenla studierte bis 1944 Klavier am Conservatorio Nacional und arbeitete bis 1960 als Pianist. Er gründete 1946 das Orquesta Filarmónica de Buenos Aires, dessen Pianist er 16 Jahre lang war und war der erste Pianist, der das gesamte Klavierwerk Maurice Ravels in Südamerika aufführte. Als Solist trat er unter Dirigenten wie William Walton, Jacques Ibert, Lamberto Baldi, Felix Prohaska, Igor Markevitch, Franco Autori, Carlos Cillario,  Herbert Albert, Roberto Kinsky, Teodoro Fuchs, Luis Gianneo, Olgerts Bistevins, Fritz Mahler, Carlos Chávez und Ferrucio Calusio auf.
Als Dirigent leitete Fontenla das Orquesta Sinfónica de Cuyo, das Orquesta Sinfonica Nacional, das Orquesta Filarmónica de Mendoza und das Orquesta Estable del Teatro Colón und trat in Uruguay, Brasilien, Chile, Peru, Kolumbien, Guatemala und Costa Rica auf. Er gründete das Orquesta Sinfónica de San Juan und die Musikschule von General Roca und leitete das Instituto de Arte des Teatro Colón. Für seine Komposition Visiones crepusculares wurde er mit dem Nationalpreis ausgezeichnet, für die Opern Sonata de Primavera (2004) und Historia de Cui-Ping-Sing erhielt er Preise der Stadt Buenos Aires. Die Fondacion Konex verlieh ihm im Jahre 1999 ein Ehrendiplom als Dirigent.